# Lijst van burgemeesters van Gronsveld
Dit is een lijst van burgemeesters van de voormalige Nederlandse gemeente Gronsveld tot die gemeente op 1 januari 1982 opging in de gemeente Eijsden.
| Ambtsperiode       | Naam burgemeester         | Partij of stroming | Bijzonderheden                                                                                      |
| ------------------ | ------------------------- | ------------------ | --------------------------------------------------------------------------------------------------- |
| 18?? - 10 mei 1841 | Christiaan van den Boorn  |                    | Hij overleed als burgemeester                                                                       |
| 1841 - 1848        | A.A. Gadiot               |                    | |
| 1849 - 1852        | S. Cortenraad             |                    | |
| 1852 - 1859        | Hendrik Bemelmans         |                    | |
| 1859 - 1870        | M. Schrijnemaekers        |                    | tevens burgemeester van Rijckholt (1831-1874)                                                       |
| 1871 - 1877        | J. Quadvlieg              |                    | |
| 1877 - 1883        | Jos Gadet                 |                    | |
| 1883 - 1913        | Eugène (E.) van den Boorn |                    | |
| 1913 - 1941        | A.H. Spauwen              |                    | tevens burgemeester van Rijckholt (1925-1927; 1940-1941)                                            |
| 1941 - 1944        | H.H. Bouchoms             |                    | tevens burgemeester van Rijckholt (1941-1942)                                                       |
| 1944               | mr. G.H.A. Spauwen        |                    | waarnemend                                                                                          |
| 1945 - 1969        | J.H.N.E. Smeets           |                    | |
| 1969 - 1982        | Jef (H.J.R.) van Laar     | KVP                | tevens burgemeester van Cadier en Keer (1964-1982), waarnemend burgemeester van Eijsden (1970-1971) |